# 东南统计区
东南统计区，是北馬其頓八个统计区之一，位于该国东南部，东面与保加利亚接壤，南面与希腊接壤。

## 市镇
东南统计区包括10个市镇：
- 波格丹齐市镇
- 博西洛沃市镇
- 多伊兰市镇
- 盖夫盖利亚市镇
- 孔切市镇
- 诺沃塞洛市镇
- 拉多维什市镇
- 斯特鲁米察市镇
- 瓦兰多沃市镇
- 瓦西莱沃市镇